# Вітошинський Роман Зенонович

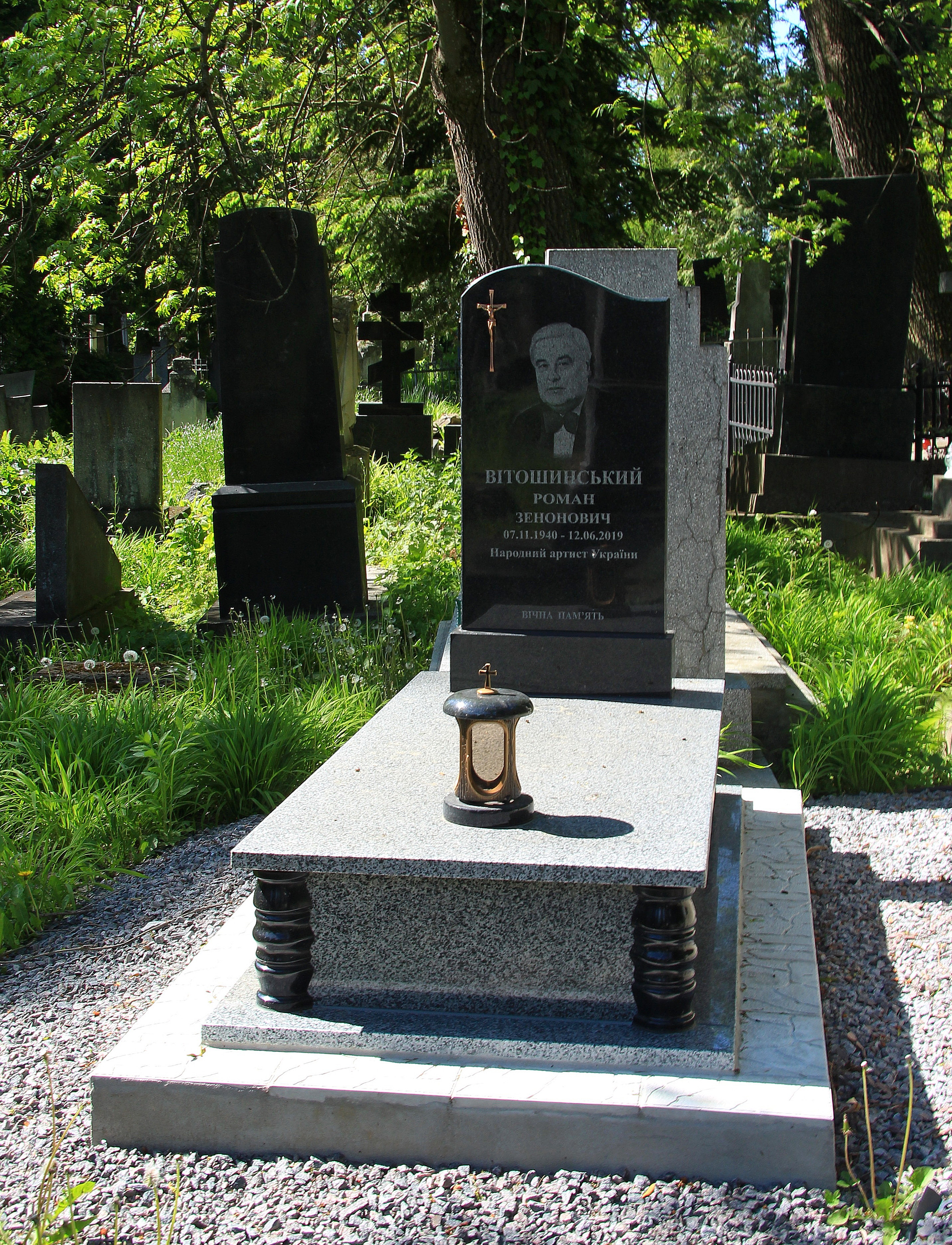

Роман Зенонович Вітошинський (7 листопада 1940, м. Монастириська Тернопільська область — 11 червня 2019, м. Львів) — український оперний співак (ліричний тенор). Народний артист Української РСР (1990).
Закінчив Львівську консерваторію (1969).
Від 1968 року — соліст Львівського театру опери та балету; одночасно — викладач Львівської музичної академії.
Перебував на гастролях у Польщі, Німеччині, Франції, Канаді, США й інших країнах.
11 червня 2019 року, вночі, Роман Вітошинський відійшов у вічність. Похований на полі № 13 Личаківського цвинтаря.

## Основні партії
- Альфред, Герцог («Травіата», «Ріголетто» Джузеппе Верді);
- Надір («Шукачі перлів» Жоржа Бізе);
- Рудольф («Богема» Джакомо Пуччіні);
- Альфред («Кажан» Йоганна Штрауса);
- Альмавіва («Севільський цирульник» Джоаккіно Россіні).